# Rusklidtjärnen
Rusklidtjärnen är en sjö i Lycksele kommun i Lappland och ingår i Umeälvens huvudavrinningsområde. Sjön har en area på 0,278 kvadratkilometer och ligger 263 meter över havet. Rusklidtjärnen ligger i Rusklidtjärn Natura 2000-område. Vid provfiske har abborre, gädda och mört fångats i sjön.

## Delavrinningsområde
Rusklidtjärnen ingår i det delavrinningsområde (719138-163705) som SMHI kallar för Mynnar i Norra Lapptjärnen. Medelhöjden är 285 meter över havet och ytan är 4,39 kvadratkilometer. Det finns inga avrinningsområden uppströms utan avrinningsområdet är högsta punkten. Vattendraget som avvattnar avrinningsområdet har biflödesordning 5, vilket innebär att vattnet flödar genom totalt 5 vattendrag innan det når havet efter 201 kilometer. Avrinningsområdet består mestadels av skog (74 procent) och sankmarker (16 procent). Avrinningsområdet har 0,47 kvadratkilometer vattenytor vilket ger det en sjöprocent på 9,2 procent.